# Сибайкаси
Сибайка́си (рос. Сыбайкасы, чув. Сыпай) — присілок у Чувашії Російської Федерації, у складі Ярабайкасинського сільського поселення Моргауського району.
Населення — 133 особи (2010; 156 в 2002, 167 в 1979; 181 в 1939, 197 в 1926, 190 в 1897, 137 в 1858). Національний склад — чуваші, росіяни.

## Історія
Історична назва — Сипайкаси (до 1927 року). Утворився як околоток села Анат-Кіняри. До 1866 року селяни мали статус державних, займались землеробством, тваринництвом, ковальством, виробництвом борошна. На початку 20 століття діяли кузня, вітряк, крупорушка та олійня. 1904 року відкрито школу Міністерства народної просвіти, 1921 року — хата-читальня, 1925 року — початкова школа, 1948 року — семирічна школа, 1960 року — восьмирічна школа. 1930 року утворено колгосп «Труд». До 1920 року присілок перебував у складі Акрамовської волості Козьмодемьянського, а до 1927 року — Чебоксарського повіту. 1927 року присілок переданий до складу Татаркасинського району, 1935 року — до складу Ішлейського, 1944 року — до складу Моргауського, 1959 року — до складу Сундирського, 1962 року — до складу Чебоксарського, 1964 року — повернутий до складу Моргауського району.

## Господарство
У присілку діють школа, дитячий садок, фельдшерсько-акушерський пункт, клуб, бібліотека, пошта та 2 магазини.